# Sillago microps
Sillago microps är en fiskart som beskrevs av Mckay, 1985. Sillago microps ingår i släktet Sillago och familjen Sillaginidae. Inga underarter finns listade i Catalogue of Life.